# 広島県道414号高光総領線
広島県道414号高光総領線（ひろしまけんどう414ごう たかみつそうりょうせん）は、広島県神石郡神石高原町から庄原市に至る一般県道である。

## 概要
神石郡神石高原町高光から庄原市総領町亀谷に至る。

### 路線データ
- 起点：神石郡神石高原町高光（神石高原町役場神石支所前、広島県道25号三原東城線上）
- 終点：庄原市総領町亀谷（国道432号交点）
- 総延長：約11.8 km

## 路線状況

### 重複区間
- 広島県道25号三原東城線（神石郡神石高原町高光（起点） - 神石郡神石高原町福永）
- 広島県道26号新市七曲西城線（神石郡神石高原町福永・呉ヶ峠（くれがたお）交差点 - 神石郡神石高原町福永）

### 道路施設

#### トンネル
- 呉ヶ峠隧道：延長73 m、1979年（昭和54年）竣工、神石郡神石高原町、広島県道25号三原東城線重複区間内

## 地理

### 通過する自治体
- 神石郡神石高原町
- 庄原市

### 交差する道路
| 交差する道路                            | 市町村名 | 市町村名   | 交差する場所 | 交差する場所               |
| --------------------------------------- | -------- | ---------- | ------------ | -------------------------- |
| 広島県道25号三原東城線 重複区間起点     | 神石郡   | 神石高原町 | 高光         | 起点                       |
| 広島県道26号新市七曲西城線 重複区間起点 | 神石郡   | 神石高原町 | 福永         | 呉ヶ峠（くれがたお）交差点 |
| 広島県道25号三原東城線 重複区間終点     | 神石郡   | 神石高原町 | 福永         |                            |
| 広島県道422号中領家庄原線               | 庄原市   | 庄原市     | 総領町中領家 |                            |
| 国道432号                               | 庄原市   | 庄原市     | 総領町亀谷   | 終点                       |

### 沿線
- 神石高原町役場 神石支所